# Ankukancha
De Ankukancha is een berg in Peru. De berg heeft een hoogte van 5560 meter.
De Ankukancha is onderdeel van de Cordillera Huayhuash, dat weer deel uitmaakt van het Andesgebergte.